# Kyburg
Kyburg (hispanizado Kyburgo) es una comuna suiza del cantón de Zúrich, situada en el distrito de Pfäffikon. Limita al norte con la comuna de Winterthur, al noreste con Zell, al suroeste con Weisslingen, y al suroeste y oeste con Illnau-Effretikon.

## Historia
Kyburg es mencionado por primera vez en 1027 como Chuigeburch.